# Kategorija kriški
U teoriji kategorija u matematici kategorija kriški jest posebna konstrukcija nove kategorije iz stare kategorije i odabranog objekta u njoj. Njeni objekti su morfizmi čija je kodomena taj odabrani objekt. 
Neka je {\displaystyle {\mathcal {C}}} kategorija i {\displaystyle X} odabrani objekt iz {\displaystyle {\mathcal {C}}}. Kriška nad {\displaystyle X} (sinonimi: kategorija objekata nad {\displaystyle X}, kategorija kriški nad  {\displaystyle X} ili kategorija morfizama s kodomenom {\displaystyle X}, engleski slice category ili overcategory) {\displaystyle {\mathcal {C}}/X} je kategorija čiji objekti su parovi {\displaystyle (A,f)} gdje je {\displaystyle f:A\to X} morfizam u {\displaystyle {\mathcal {C}}}. Morfizam {\displaystyle u:(A,f)\to (A',f')} u {\displaystyle {\mathcal {C}}/X} je morfizam {\displaystyle u:A\to A'} u kategoriji {\displaystyle {\mathcal {C}}} takav da sljedeći dijagram komutira 
{\displaystyle {\begin{matrix}A&\xrightarrow {g} &A'\\f\downarrow {\text{ }}&{\text{ }}&{\text{ }}\downarrow f'\\X&=&X\end{matrix}}}

Dvojstveni koncept kategorije kokriški (sinonim: kokriška ili kategorija objekata (is)pod {\displaystyle X}) (engl. coslice category ili undercategory) {\displaystyle X/{\mathcal {C}}} čiji objekti su parovi {\displaystyle (B,g)}, gdje je {\displaystyle g:X\to B} morfizam u {\displaystyle {\mathcal {C}}}. Morfizmi u {\displaystyle X/{\mathcal {C}}} su određeni morfizmima {\displaystyle v:B\to B'} u {\displaystyle {\mathcal {C}}} za koje sljedeći dijagram komutira 
{\displaystyle {\begin{matrix}X&=&X\\g\downarrow {\text{ }}&{\text{ }}&{\text{ }}\downarrow g'\\B&\xrightarrow {v} &B'\end{matrix}}}
Podobjekt objekta {\displaystyle X} u {\displaystyle {\mathcal {C}}} je klasa monomorfizama u {\displaystyle {\mathcal {C}}} s kodomenom {\displaystyle X} koji su međusobno izomorfni kao objekti kriške {\displaystyle {\mathcal {C}}/X}. Drugim riječima, morfizmi {\displaystyle f:A\to X} i {\displaystyle f':A'\to X} predstavnici su istog podobjekta od {\displaystyle X} ako postoji invertibilni morfizam {\displaystyle u:A'\to A}  takav da {\displaystyle f\circ u=f'}. Kvocijentni objekt objekta {\displaystyle X} u {\displaystyle {\mathcal {C}}} je klasa epimorfizama u {\displaystyle {\mathcal {C}}} s kodomenom {\displaystyle X} koji su međusobno izomorfni kao objekti kategorije {\displaystyle X/{\mathcal {C}}} objekata ispod {\displaystyle X}.